# Кочинг, Франсиско
Франсиско Кочинг (англ. Francisco V. Coching; 29 января 1919, Пасиг, зависимая территория США Филиппины — 1 сентября 1998) — филиппинский художник-иллюстратор, писатель
, автор комиксов. Считается «Королём Комиксов Филиппин». В 2014 году посмертно признан «Народным (национальным) художником в области изобразительного искусства».

## Биография
Сын одного из самых известных писателей Филиппин своего времени. Отец часто брал своего сына в редакцию Liwayway Publications, где Франциско встречался со многими выдающимися художниками.
В молодости Кочинг учился искусству рисования в заочной художественной школе, В 1934 году стал пробовать свои силы в создании комиксов. Его первой работой был «Bing Bigotilyo», комикс о неуклюжем плейбое, который появился на страницах журнала Silahis. Год спустя он создал ещё одного персонажа, воина Марабини, приключения которого появились в журнале Bahaghari. Эта серия так и не была завершена из-за начала Второй мировой войны.
Как и многие молодые люди его времени, Франциско Кочинг присоединился к партизанскому движению и сражался против японской оккупационной армии. После окончания войны в 1945 году, Кочинг вернулся к работе над комиксами, создав «Хагиби». Первоначально он был задуман как местный эквивалент американского комикса «Тарзана». Эта серия появилась в журнале Liwayway Magazine и продолжалась в течение пятнадцати лет, в результате чего появилось пять книг о его приключениях и фильм.
За свою творческую карьеру он стал автором 53 комиксов, по 50 из которых были сняты кинофильмы.

## Награды
- Высшая награда для художников на Филиппинах — «Народный (национальный) художник» (посмертно, 2014)
- 1981 — премия Манильской комиссии по искусству и культуре Makasining na Komiks Award
- 1984 — премия Life Achievement Award («За достижения в жизни», Komiks Operation Brotherhood Inc.)
- 1998 — премия за выдающиеся достижения правительства города Пасай